# 722 v.Chr.
Het jaar 722 v.Chr. is een jaartal volgens de christelijke jaartelling.

## Gebeurtenissen

### Assyrië
- Koning Sargon II (722 - 705 v.Chr.) regeert over het Assyrische Rijk.
- Sargon II verslaat een coalitie van Syrische en Fenicische steden.
- Samaria wordt na een belegering van bijna drie jaar door de Assyriërs ingenomen en

ingelijfd bij het Assyrisch Rijk, einde van het koninkrijk Israël. Sargon II laat de tien noordelijke stammen van Israël afvoeren naar Aššur.

### China
- Begin van de Periode van Lente en Herfst in de geschiedenis van China. Dit is een deelperiode van de Oostelijke Zhou-dynastie.

## Overleden
- Salmanasser V, koning van Assyrië